# 熊本県歯科医師会
一般社団法人熊本県歯科医師会（くまもとけんしかいしかい 英称 Kumamoto Dental Association）は、熊本県の歯科医師を会員とする法人。

## 本部所在地
- 〒860-0863 熊本県熊本市中央区坪井2丁目4番15号

## 郡市歯科医師会
- 熊本市歯科医師会 〒860-0863 熊本市中央区坪井2丁目4番15号
- 菊池郡市歯科医師会 〒861-1306 菊池市大琳寺22
- 鹿本郡市歯科医師会 〒861-0501 山鹿市山鹿1007　龍文堂オフィスビル3階
- 八代歯科医師会 〒866-0894 八代市上野町折口3591-14
- 宇土郡市歯科医師会
- 玉名郡市歯科医師会
- 荒尾市歯科医師会
- 下益城郡歯科医師会
- 天草郡市歯科医師会
- 阿蘇郡市歯科医師会
- 上益城郡歯科医師会
- 水俣・芦北郡市歯科医師会
- 人吉市歯科医師会
- 球磨郡歯科医師会